# Terrabona
Terrabona es un municipio del departamento de Matagalpa en la República de Nicaragua.

## Geografía
El término municipal limita al norte con los municipios de Sébaco y Matagalpa, al sur con los municipios de San José de los Remates y Ciudad Darío, al este con los municipios de San Dionisio y Esquipulas y al oeste con el municipio de Ciudad Darío. La cabecera municipal está ubicada a 116 kilómetros de la capital de Managua.
Se observan elevaciones montañosas como los cerros Gigante con 800 m de altura, el Mayorquín con 910 m y el de las Minas con 750 m. El Río Grande de Matagalpa recorre el sureste del municipio, sirviendo de límite natural con el municipio de Ciudad Darío.

## Historia
Su antigüedad urbana tiene más de doscientos años. Se cree que tuvo su origen en la hacienda de ganadería y caña de azúcar llamada "San Juan de Cocolistagua", que aparece en los registros como comprada a la corona el 12 de enero de 1715; con el posterior aumento de colonos se urbanizó en 1740.

## Demografía
Terrabona tiene una población actual de 15,164 habitantes. De la población total, el 50.8% son hombres y el 49.2% son mujeres. Casi el 17.5% de la población vive en la zona urbana.

## Naturaleza y clima
El municipio tiene un clima cálido y su temperatura oscila entre 24 a 26 °C.
Los suelos son de dos tipos: al norte, suelos francos limosos y al sur, suelos arcillosos. Por eso se destacan los cultivos de granos básicos al norte y pastos al sur. La flora ha padecido un deterioro en los últimos años, debido a la mala calidad de los inviernos, lo que provoca que los productores talen las partes más montañosas en busca de mejores suelos para la siembra. Esto a su vez repercute en la desaparición de la fauna.

## Localidades
El municipio cuenta con una cabecera municipal del mismo nombre y, subdivididas en 41 comunidades siguientes: San Pedro, La Ceiba, El Bálsamo, Montaña Grande, Payacuca, Apatú, El Hatillo, El Rodeo, El Rincón, El Caracol, Ojo de Agua, Monte Grande, La Joya, Cuajiniquil, Caña de Castilla, Las Delicias, La Ceiba, San Agustín, La Pita, San José, La Picota, Santa Rosa y Monte Verde.

## Flora y fauna
La flora ha sufrido un deterioro en los últimos años, debido a la mala calidad de los inviernos, lo cual provoca que los productores despalen las partes más montañosas en busca de mejores suelos para la siembra. Esto a su vez repercute en la desaparición de la fauna.

## Economía
La población del municipio se dedica fundamentalmente a la producción de granos básicos. Los rubros que se cultivan son: frijoles, maíz, sorgo y hortalizas. El 80% de la producción se destina a auto consumo y el resto se comercializa para sufragar las necesidades básicas del productor. El área de siembra de granos básicos se da en las laderas y partes quebradas, es decir, siembra de espeque; la siembra de arado es mínima.
Otra parte muy importante y digna de mencionar es que en el municipio de Terrabona se reciben muchas remesas familiares, del casco urbano por cada casa de habitación hay varios familiares que viven en Estados Unidos y algunos en España o Costa Rica también de sus comarcas y comunidades rurales, muchos de sus habitantes trabajan en los mercados de Managua y Masaya, algunos son mayoristas y muchos son pequeños comerciantes que con el fruto de su trabajo mantienen sus familias, una de las características más fundamentales de los terraboneños es que son muy trabajadores, emprendedores y hospedadores.

## Ecología
Los suelos predominantes en este municipio se dividen en dos: al norte, suelos francos limosos y al sur, suelos arcillosos. Es por eso que se destacan los cultivos de granos básicos en la parte norte y pastos en la parte sur, donde también se cultivan granos en menor porcentaje debido a la calidad de los suelos.

## Cultura
Las fiestas que celebran en honor a San José. Se caracteriza por su originalidad y por ser de las pocas fiestas que subsisten con tal prerrogativa. Se realizan también eventos culturales como: hípicas de marzo en honor a San José, en febrero se hace una misa especial en donde se celebra a santa candelaria, aparte de que son muy devotos de la Virgen de la Rosa Mística.

## Educación
Preescolar
- Preescolar Divino Niño Jesús.

- Complejo Divino Niño Jesús.

Primaria
- Escuela Inmaculada Concepción de María.

Secundaria
- Instituto Nacional San José (INSJ).

- Instituto Jorge Roussos (IJR).